# Petachja aus Regensburg

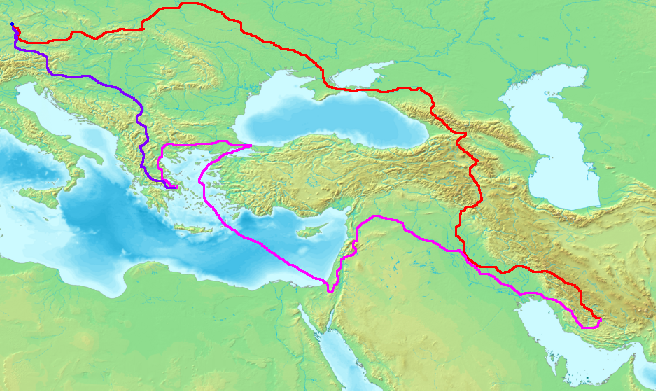
Die Reisen des Petachja

Petachja aus Regensburg (* in Prag 12. Jahrhundert; Petachia von Regensburg, Petachja ben Jacob aus Regensburg) war ein jüdischer Reisender des Mittelalters.
Vor 1187 unternahm er ausgehend von Regensburg über Prag, Polen, Kiew, die Krim (von deren Karäern er wertvolle Nachrichten bringt), weiter über Armenien, Mossul und Bagdad eine Reise in das persische Susa. Der Rückweg führte ihn über Palästina und Griechenland.
Ihn interessierten dabei vor allem das jüdische Leben und die jüdischen Heiligengräber. Nach seiner Rückkehr verfassten mehrere Autoren, unter ihnen Jehuda ben Samuel, auf der Grundlage von Petachjas Notizen (jedoch gekürzt) den Reisebericht Sibbuv (Umkreisung), der erstmals 1595 in Prag gedruckt wurde und weitere 24 Auflagen erlebte. Die Schrift wurde in mehrere andere Sprachen übersetzt, so erschien 1905 eine hebräisch-deutsche Ausgabe.

## Ausgaben
- Sibbuv (Umkreisung). Prag 1595.
- Travels of Petachia of Ratisbon. Mit englischer Übersetzung von A. Benisch. Trubner, London 1856, online.
- Lazar Grünhut (Hg.): Die Rundreise des Rabbii Petachja aus Regensburg. Frankfurt 1904/1905.